# Zbigniew Bernolak
Zbigniew Bernolak (ur. 21 grudnia 1939 w Kiwercach, zm. 17 października 2021 w Chicago) – polski muzyk, gitarzysta basowy w zespołach Niebiesko-Czarni, Polanie, Quorum i ABC. 

## Życiorys
Urodził się w rodzinie nauczycieli Antoniego (1910–1987) i Ireny z domu Chlebowskiej (1915–2002). Brat Edwarda (ur. 1936), Wiesława i Danuty Lucyny (ur. 1953), śpiewaczki (sopran). W latach 1953–1954 uczył się w V Liceum Ogólnokształcącym w Gdańsku-Oliwie. W 1958 ukończył Technikum Wychowania Fizycznego w Gdańsku.
Pierwsze jego publiczne występy miały miejsce podczas sobotnich zabaw tanecznych w klubie PPS „Społem” w Gdańsku, podczas których grał na perkusji, a na pianinie jego brat Wiesław. W latach 1956–1958 występował na scenach Trójmiasta w kwartecie dixielandowym (z bratem Wiesławem oraz Janem Szpakowskim, trąbka, i Jerzym Detko, klarnet).
Po odbyciu zasadniczej służby wojskowej, od 1961 pracował jako kierowca wywrotki, jednocześnie grając amatorsko na kontrabasie, m.in. w gdańskich klubach Rudy Kot i Żak. W 1962 otrzymał propozycję występów w zespole Karmazyn (u boku m.in. Danuty Rinn i Bogdana Czyżewskiego). Kilka miesięcy później otrzymał propozycję gry na gitarze basowej w składzie zespołu Niebiesko-Czarni. W 1965 związał się z grupą Polanie. Po rozwiązaniu w 1968 Polan, w następnych latach grał w zespole akompaniującym Reginie Pisarek, z którą w 1969 zawarł związek małżeński. W 1969 był jeszcze basistą w grupach ABC i Quorum.
W 1972 wyjechał z Reginą Pisarek do USA; rozstali się w 1975. Założył nową rodzinę, grywał w Chicago i pracował w fabryce. W 1978 wrócił do Polski. Po wprowadzeniu stanu wojennego został w Gdańsku taksówkarzem. Podczas XXIII Sopot Festival 1986 wziął udział w koncercie Dinozaurów Polskiego Rocka w sopockiej Operze Leśnej. W 1988 razem z dziećmi wyjechał do RFN, a następnie ponownie do USA, gdzie podjął ponownie pracę w tej samej fabryce. Grywał również w zespołach polonijnych i współpracował z kabaretem Bocian, dla którego tworzył piosenki i teksty.
Akompaniował Czesławowi Niemenowi na płycie Sen o Warszawie. 1 maja 2007 wystąpił w Szczecinie w zespole Czerwono-Czarni z okazji 45-lecia zespołu.

## Nagrody i wyróżnienia
- Medal za Zasługi dla Miasta Sopotu (2011)
- Nagroda Prezydenta Miasta Gdańska w Dziedzinie Kultury za całokształt pracy artystycznej na rzecz Polski i Gdańska oraz z okazji jubileuszu 50-lecia sceny muzycznej Non Stop (2011)[6]